# Arnold Lauche
Arnold Philipp Wilhelm Lauche (* 14. September 1890 in Kyritz; † 29. September 1959 in Bad Wiessee) war ein deutscher Pathologe und Hochschullehrer.

## Leben
Lauche beendete seine Schullaufbahn am Realgymnasium in Bonn. Anschließend absolvierte er ab 1909 ein Studium der Medizin an den Universitäten Bonn und München, das er im Mai 1914 mit Staatsexamen abschloss. Im selben Jahr wurde er in München zum Dr. med. promoviert. Am Ersten Weltkrieg nahm er als Sanitätsoffizier teil. Als Assistent wechselte er 1919 von München nach Bonn. Er habilitierte sich 1922 für Pathologie in Bonn, war Privatdozent und wurde dort 1926 zum außerordentlichen Professor ernannt. Er wirkte danach als Oberarzt unter Wilhelm Ceelen (1883–1964) am Pathologischen Institut der Universität Bonn. Ab 1933 leitete er das Pathologische Institut am Städtischen Krankenhaus in Nürnberg.
Zur Zeit des Nationalsozialismus gehörte er der Nationalsozialistischen Volkswohlfahrt (1934), dem Reichsbund der Deutschen Beamten (1934), dem Deutschen Roten Kreuz (1934), dem Nationalsozialistischen Deutschen Ärztebund (1935), der NS-Kriegsopferversorgung (1936), dem Nationalsozialistischen Altherrenbund (1937) und dem NS-Reichskriegerbund (1938) an. Er war kein Parteimitglied.
Im März 1939 schloss er einen Arbeitsvertrag mit der Wehrmacht ab. Während des Zweiten Weltkrieges leitete er ab 1941 das wehrpathologische Institut an der Militärärztlichen Akademie und wurde beratender Pathologe beim Heeres-Sanitätsinspekteur. Lauche wurde 1943 als ordentlicher Professor und Nachfolger Bernhard Fischer-Wasels (1877–1941) auf den Lehrstuhl für Pathologie an der Universität Frankfurt am Main berufen, wo er auch als Direktor dem Senckenbergischen Institut für Pathologie vorstand.
Nach Kriegsende wurde er 1947 als entlastet entnazifiziert und verblieb bis zu seiner Emeritierung im Hochschulamt. Ab 1948 war er zusätzlich noch kommissarischer Leiter des Neurologischen Instituts der Universität Frankfurt (Edinger-Institut).
Lauche war seit 1919 mit Erna, geborene Hechtenberg, verheiratet. Das Paar bekam zwei Kinder.